# Dani Sordo
Daniel "Dani" Sordo Castillo, född den 2 maj 1983 i Torrelavega i Kantabrien, är en spansk professionell rallyförare som tävlar för Hyundai i WRC.
Sordo har tävlat i VM-sammanhang sedan spanska rallyt 2003, först som junior och därefter i huvudklassen WRC för Citroën och Hyundai. 
Hans co-driver är Carlos Del Barrio.

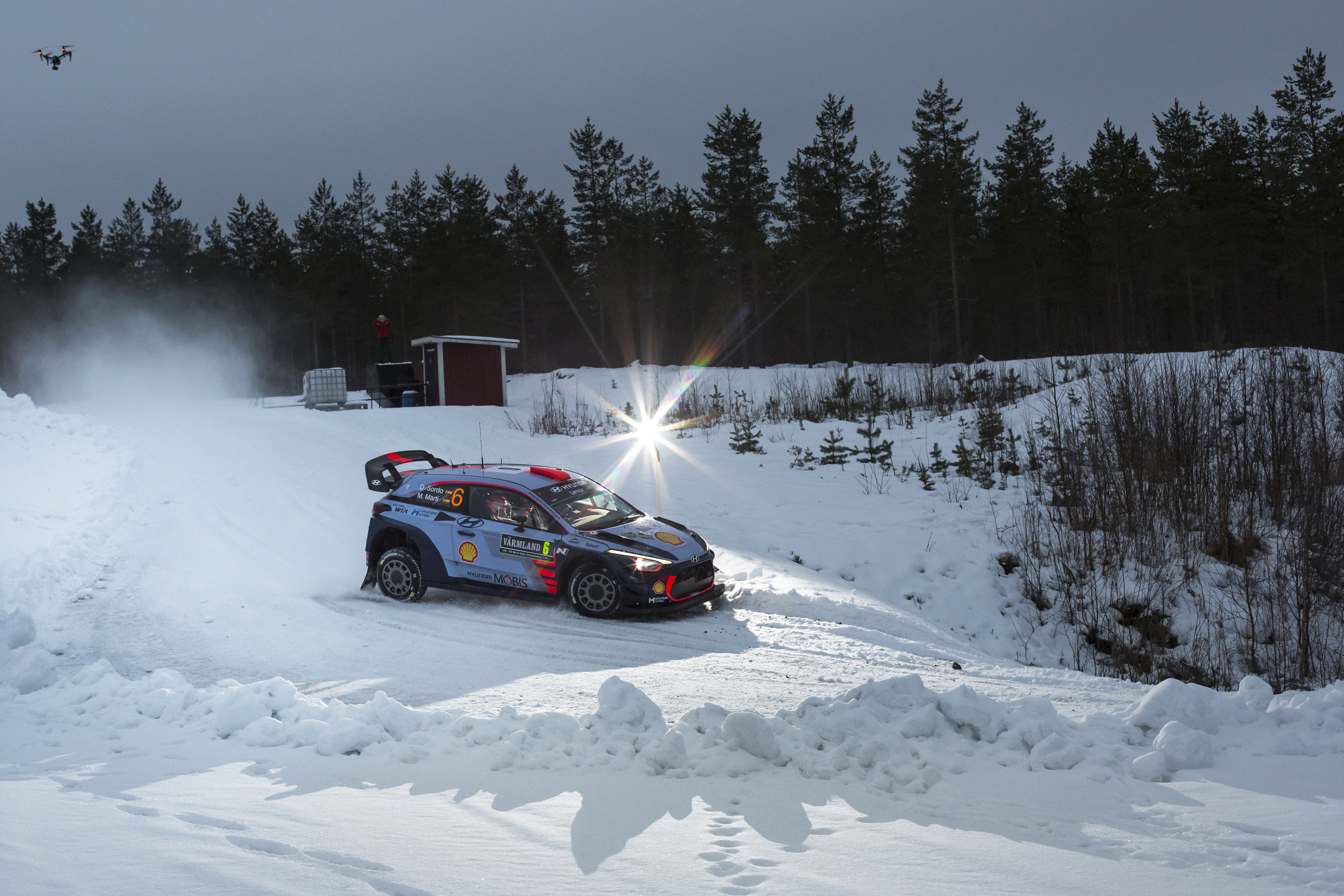
Sordo och Marc Martí på Likenässträckan under Svenska Rallyt 2017.

## Karriär

### Bakgrund
Sordo inledde sin motorsportkarriär med motocross som tolvåring, följt av karting och touring, varefter han började köra rally på nationell nivå i Spanien med början 2003. 2004 körde han i standardbilklassen P-WRC i en Mitsubishi Lancer och tog den spanska riksmästerskapstiteln för juniorer. Året därpå blev han juniorvärldsmästare med fyra segrar (Sardinien, Finland, Tyskland och Spanien) i en Citroën C2 för Kronos.

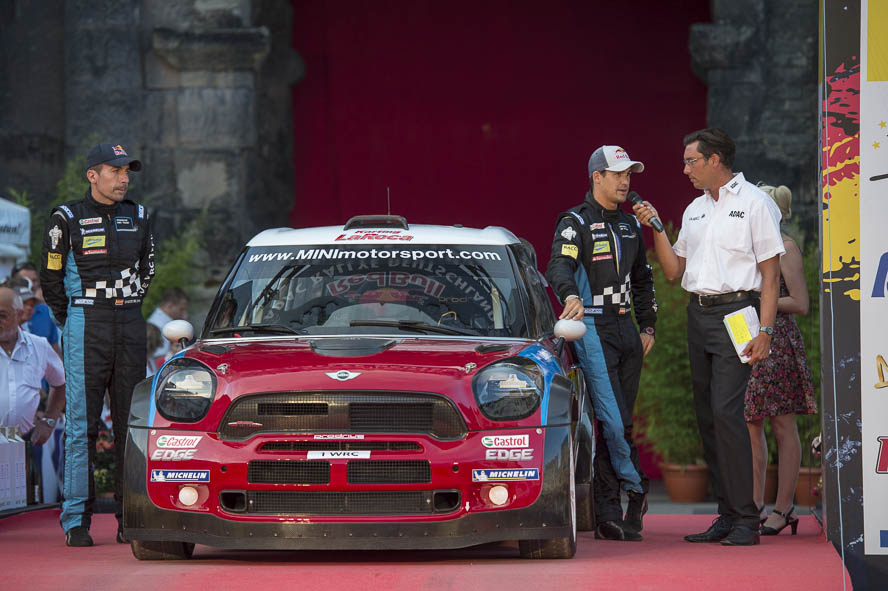
Sordo och Del Barrio på startrampen i Rally Deutschland 2012, under hans tid hos BMW Mini.

### 2006
Under 2006 gjorde proffsstallet Citroën Total World Rally Team ett avbrott från VM för att ta fram en ny bilmodell. Istället deltog privatstallet Kronos med stöd från proffsstallet. Sordo var under denna säsong huvudsakligen Citroëns tredjeförare efter Sébastien Loeb och Xavier Pons, men Pons oförmåga att ta poäng för tillverkaren gjorde att Sordo tillfälligt körde som andreförare. Han stod på prispallen fyra gånger under 2006 (Katalonien, Korsika, Sardinien och Tyskland) och kom på femte plats i poängtabellen för förare, men lyckades inte vinna något rally under sin första WRC-säsong.

### 2007
Under 2007 deltog åter Citroën Total, och Sordo tävlade i en Citroën C4 som Citroëns andreförare efter världsmästaren Loeb. Sordo tog inte hem några segrar detta år heller, men stod på prispallen sju gånger (Monte Carlo, Portugal, Sardinien, Katalonien, Korsika, Japan och Irland), vilket gav en fjärdeplats för säsongen.

### 2008
Inte heller 2008 medförde några segrar i VM-tävlingarna, men Sordo tog ändå en tredjeplats för säsongen med pallplatser i sex deltävlingar (Argentina, Jordanien, Tyskland, Nya Zeeland, Katalonien och Storbritannien).

## Vinster i WRC[2]
| Säsong | Tävling                     | Co-driver         | Bil             |
| ------ | --------------------------- | ----------------- | --------------- |
| 2013   | 31. ADAC Rallye Deutschland | Carlos del Barrio | Citroën DS3 WRC |
| 2019   | 16º Rally d'Italia Sardegna | Carlos del Barrio | Hyundai i20 WRC |
| 2020   | 17º Rally d'Italia Sardegna | Carlos del Barrio | Hyundai i20 WRC |